# New Ross
New Ross (irl. Ros Mhic Thriúin) – miejscowość położona w hrabstwie Wexford w Irlandii. Liczba mieszkańców wynosi 9066 (2011).

## Miasta partnerskie
- Hartford, Stany Zjednoczone
- Moncoutant, Francja
- Newcastle, Irlandia Północna